# Hyophila acuminata
Hyophila acuminata là một loài rêu trong họ Pottiaceae. Loài này được Broth. & P. de la Varde mô tả khoa học đầu tiên năm 1920.